# Grand Prix Francji 1948
Grand Prix Francji 1948 (oryg. XXXV Grand Prix de l'ACF) – jeden z wyścigów Grand Prix rozegranych w 1948 roku, a trzeci spośród tzw. Grandes Épreuves.

## Lista startowa
Na niebieskim tle kierowcy, którzy nie wzięli udziału w kwalifikacjach, lecz współdzielili samochód w czasie wyścigu
| Nr | Kierowca                | Zespół                | Samochód          | Silnik       |   |
| -- | ----------------------- | --------------------- | ----------------- | ------------ | - |
| 2  | Louis Chiron            | SFACS Ecurie France   | Talbot-Lago T26SS | Talbot L6    | ? |
| 4  | Yves Giraud-Cabantous   | SFACS Ecurie France   | Talbot-Lago 150C  | Talbot L6    | ? |
| 6  | Raph                    | Ecurie Mundia-Course  | Talbot-Lago T26C  | Talbot L6    | ? |
| 8  | Louis Rosier            | prywatny              | Talbot-Lago T26C  | Talbot L6    | ? |
| 10 | Franco Comotti          | prywatny              | Talbot-Lago T26C  | Talbot L6    | ? |
| 12 | Eugène Chaboud          | Ecurie Lutetia        | Delahaye 135S     | Delahaye V12 | ? |
| 14 | Charles Pozzi           | Ecurie Lutetia        | Talbot-Lago T26SS | Talbot L6    | ? |
| 16 | Eugène Martin           | Centre d'Etudes T.A.  | CTA-Arsenal       | CTA V8       | ? |
| 18 | Raymond Sommer          | Centre d'Etudes T.A.  | Maserati 4CM      | Maserati L4c | ? |
| 20 | Pierre Veyron           | Equipe Gordini        | Simca Gordini T11 | Gordini L4   | ? |
| 22 | Juan Manuel Fangio      | Equipe Gordini        | Simca-Gordini T11 | Gordini L4   | ? |
| 24 | Philippe Étancelin      | prywatny              | Talbot-Lago T26C  | Talbot L6    | ? |
| 26 | Alberto Ascari          | SA Alfa Romeo         | Alfa Romeo 158    | Alfa Romeo   | ? |
| 28 | Consalvo Sanesi         | SA Alfa Romeo         | Alfa Romeo 158    | Alfa Romeo   | ? |
| 30 | Jean-Pierre Wimille     | SA Alfa Romeo         | Alfa Romeo 158    | Alfa Romeo   | ? |
| 32 | Tazio Nuvolari          | Scuderia Ambrosiana   | Maserati 4CLT/48  | Maserati L4c | ? |
| 32 | Luigi Villoresi         | Scuderia Ambrosiana   | Maserati 4CLT/48  | Maserati L4c | ? |
| 40 | Emmanuel de Graffenried | Scuderia Enrico Platé | Maserati 4CL      | Maserati L4c | ? |
| 42 | Nello Pagani            | Scuderia Milano       | Maserati 4CL      | Maserati L4c | ? |
| 44 | Soave Besana            | prywatny              | Ferrari 166SC     | Ferrari V12  | ? |
| 46 | John Heath              | HWM                   | Alta GP           | Alta L4c     | ? |
| 48 | Prince Bira             | Prince Chula of Siam  | ERA B             | ERA L6c      | ? |
| Nr | Kierowca                | Zespół                | Samochód          | Silnik       |   |

## Wyniki

### Kwalifikacje
Źródło: silhouet.com
| Poz. | Nr | Kierowca            | Konstruktor | Czas   | Poz. s. |
| ---- | -- | ------------------- | ----------- | ------ | ------- |
| 1    | 30 | Jean-Pierre Wimille | Alfa Romeo  | 2:35,2 | 1       |
| 2    | 26 | Alberto Ascari      | Alfa Romeo  | 2:44,7 | 2       |
| 3    | 28 | Consalvo Sanesi     | Maserati    | 2:51,2 | 3       |

### Wyścig
Źródło: statsf1
| 1                  |    | 30       | Jean-Pierre Wimille            | Alfa Romeo    | 64            | 3:01:07,5    |                        |
| 2                  |    | 28       | Consalvo Sanesi                | Alfa Romeo    | 64            | +0:24,5      |                        |
| 3                  |    | 26       | Alberto Ascari                 | Alfa Romeo    | 64            | +0:48,5      |                        |
| 4                  |    | 10       | Franco Comotti                 | Talbot-Lago   | 62            | +2 okr       |                        |
| 5                  |    | 6        | Raph                           | Talbot-Lago   | 62            | +2 okr       |                        |
| 6                  |    | 8        | Louis Rosier                   | Talbot-Lago   | 60            | +4 okr       |                        |
| 7                  |    | 32       | Tazio Nuvolari Luigi Villoresi | Maserati      | 59            | +5 okr       | Współdzielony samochód |
| 8                  |    | 12       | Eugène Chaboud                 | Delahaye      | 59            | +5 okr       |                        |
| 9                  |    | 2        | Louis Chiron                   | Talbot-Lago   | 49            | +15 okr      |                        |
| 10                 |    | 14       | Charles Pozzi                  | Talbot-Lago   | 45            | +19 okr      |                        |
| Niesklasyfikowani  |    |          |                                |               |               |              |                        |
|                    |    | 22       | Juan Manuel Fangio             | Simca-Gordini | 41            | Silnik       |                        |
|                    |    | 42       | Nello Pagani                   | Maserati      | 37            | Wyciek oleju |                        |
|                    |    | 4        | Yves Giraud-Cabantous          | Talbot-Lago   | 31            | Brak paliwa  |                        |
|                    |    | 24       | Philippe Étancelin             | Talbot-Lago   | 22            | Silnik       |                        |
|                    |    | 44       | Soave Besana                   | Ferrari       | 19            | Silnik       |                        |
|                    |    | 40       | Emmanuel de Graffenried        | Maserati      | 11            | Wyciek oleju |                        |
|                    |    | 46       | John Heath                     | Alta          | 7             | Sprzęgło     |                        |
|                    |    | 20       | Pierre Veyron                  | Simca-Gordini | 5             | Silnik       |                        |
|                    |    | 18       | Raymond Sommer                 | Maserati      | 2             | Wyciek oleju |                        |
| Niezakwalifikowani |    |          |                                |               |               |              |                        |
|                    |    | 16       | Eugène Martin                  | CTA           |               |              |                        |
|                    |    | 48       | Prince Bira                    | ERA           |               |              |                        |
| P                  | Nr | Kierowca | Konstruktor                    | Okr.          | Czas / Strata | Komentarz    |                        |

### Najszybsze okrążenie
Źródło: silhouet.com
| Nr | Kierowca            | Konstruktor | Czas   | Okr. |
| -- | ------------------- | ----------- | ------ | ---- |
| 30 | Jean-Pierre Wimille | Alfa Romeo  | 2:41,2 |      |